# РАО «ЕЭС России»
РАО «ЕЭС России» (Российское акционерное общество «ЕЭС России») — российская энергетическая компания, существовавшая в 1992—2008 годах. Была монополистом на рынке генерации и энерготранспортировки России. Компания объединяла практически всю российскую энергетику. Штаб-квартира РАО «ЕЭС России» находилась в Москве.
В России компании группы РАО «ЕЭС России» владели 72,1 % установленной мощности (69,8 % электроэнергии и 32,7 % теплоэнергии) и транспортировали практически всю (96 %) электроэнергию (2004). Установленная мощность компаний группы превышала 156 ГВт, что делало её по этому показателю крупнейшей энергокомпанией мира. Ближайшие конкуренты — SPCC (Китай), у которой установлено 151 ГВт, и EDF (Франция) — 121 ГВт. Поскольку компании группы РАО «ЕЭС России» совмещали деятельность по передаче электрической и тепловой энергии и деятельность по оперативно-диспетчерскому управлению с деятельностью по генерации электроэнергии и сбыту её конечным потребителям, в соответствии с федеральным законодательством (в частности ФЗ «Об электроэнергетике» и ФЗ «О естественных монополиях») цены на услуги компании устанавливались Федеральной службой по тарифам.
После реформирования электроэнергетики (2002—2008 годы) РАО «ЕЭС России» было ликвидировано. На её месте возникли государственные естественно-монопольные компании, а также приватизированные генерирующие и сбытовые компании.

## Историческая справка
РАО «ЕЭС России» было создано в 1992 году на основании указа Президента РФ № 923 от 15 августа 1992 г. «Об организации управления электроэнергетическим комплексом Российской Федерации в условиях приватизации» путём частичной приватизации отдельных объектов, используемых для выработки, передачи и распределения электроэнергии, до этого находившихся под контролем Комитета электроэнергетики Министерства топлива и энергетики Российской Федерации и корпорации «Росэнерго». Свою деятельность компания начала 31 декабря 1992 года. Атомные электростанции были переданы не РАО ЕЭС, а госконцерну «Росэнергоатом».
В состав РАО ЕЭС не вошли четыре региональные энергосистемы: «Башкирэнерго», «Татэнерго», «Новосибирскэнерго» и «Иркутскэнерго». Советы народных депутатов Иркутской области и Красноярского края подали иск в Конституционный суд, требуя отменить решение президентского указа № 923 о передаче в РАО ЕЭС электростанций, находящихся на их территории. 10 сентября 1993 года суд признал пункт указа Ельцина о передаче данных электростанций в пользу РАО нарушающим конституцию России. Контроль над Татэнерго и Башкирэнерго был передан, соответственно, Татарстану и Башкортостану на основании двухсторонних договорённостей.
В мае 1997 года по рекомендации недавно назначенного министра топлива и энергетики Бориса Немцова и при содействии Анатолия Чубайса 29-летний Борис Бревнов, бывший в окружении Немцова в Нижнем Новгороде, вошёл в руководство РАО ЕЭС. Позднее Счётная палата России обнаружила в деятельности Бревнова многочисленные финансовые нарушения, и в 1998 году он потерял пост. Как отмечала научный сотрудник Института социологии РАН Ольга Крыштановская, «в результате скандала вокруг Бревнова Немцов фактически теряет контроль над РАО ЕЭС. Немцова ещё раз понижают: из куратора ТЭКа он опускается на уровень „обеспечения потребностей хозяйства в топливе и энергии“». Позднее сам Немцов говорил, что иногда ошибался в людях, которых выдвинул в руководство, однако подчеркнул, что «каяться ему не в чем».
Академик РАН Владимир Накоряков, характеризуя деятельность Немцова и его выдвиженца, писал:

Распад энергетической отрасли России начался с прихода в руководство абсолютных непрофессионалов. Точкой отсчёта можно назвать приход в энергетику в середине 90-х Б. Немцова, Б. Бревнова и их команды. До определённого времени технологического задела, созданного за предыдущие годы, было достаточно, чтобы выдержать те усилия, которые прилагала пришедшая команда абсолютных дилетантов в энергетике и экономике к разрушению энергокомплекса и потере управления им.

## Собственники и руководство
В докладе Счётной палаты Российской Федерации «Анализ процессов приватизации государственной собственности в Российской Федерации за период 1993—2003 годы» говорилось, что в нарушение федерального закона от 7 мая 1998 г. № 74-ФЗ, устанавливающего, что в собственности иностранных лиц может находиться до 25 % всех видов акций РАО ЕЭС, по состоянию на 30 апреля 1999 года иностранные лица имели 34,45 % акций компании.
По данным на 31 марта 2008 года, собственниками компании являлись:
- Российская Федерация в лице Федерального агентства по управлению федеральным имуществом — 52,6918 %;
- ООО «Депозитарные и корпоративные технологии» (фактически — номинальный держатель) — 14,0067 %;
- ЗАО «ИНГ Банк (Евразия)» (номинальный держатель) — 8,7970 %;
- НП «Национальный депозитарный центр» (номинальный держатель) — 8,2405 %;
- ЗАО «Депозитарно-клиринговая компания» (номинальный держатель) — 6,3131 %.

Фактические акционеры на 25 октября 2007 года были: государство (52,68 %), «Газпром» (10,5 %), «Норильский никель» (3,52 %), владельцы угольной компании СУЭК (около 1 %). Акции компании котировались на бирже РТС и ММВБ под тикером EESR.

### Наименования
Первоначальное полное наименование общества было следующим: Российское акционерное общество энергетики и электрификации «ЕЭС России», сокращённое — РАО «ЕЭС России» (ЕЭС — «Единая энергетическая система»).
13 августа 1998 года полное наименование было изменено на Российское открытое акционерное общество энергетики и электрификации «ЕЭС России», так как по гражданскому законодательству стало требоваться указание организационно-правовой формы общества в официальном наименовании. Через четыре года, 28 июня 2002 г., было изменено и сокращённое наименование: ОАО РАО «ЕЭС России».
В средствах массовой информации название компании сокращалось, как правило, до РАО ЕЭС.

### Руководители
Председатель Правления РАО «ЕЭС России» (до 30 мая 1997 г. — президент РАО «ЕЭС России»):
- Дьяков Анатолий Фёдорович (1 декабря 1992 — 30 мая 1997);
- Бревнов Борис Анатольевич (30 мая 1997 — 3 апреля 1998);
- Бритвин Олег Викторович (и. о., 3 — 30 апреля 1998);
- Чубайс Анатолий Борисович (30 апреля 1998 — 30 июня 2008).

Председатель Совета директоров РАО «ЕЭС России»:
- Дьяков Анатолий Фёдорович (22 февраля 1993 — апрель 1998);
- Кудрявый Виктор Васильевич (апрель 1998 — июль 1999);
- Волошин Александр Стальевич (июль 1999 — 30 июня 2008).

## Структура группы

### Инженерно-проектный комплекс
В результате реформы энергетики страны (реформирования организаций научно-проектного комплекса ОАО РАО «ЕЭС России») весь инжиниринговый (проектно-изыскательский, научно-исследовательский и пусконаладочный) электроэнергетический бизнес, находящийся в государственной собственности Российской Федерации (федеральной собственности) был преобразован по территориальному признаку в ряд крупных специализированных компаний:
- ОАО «Инженерный центр ЕЭС» (ОАО «ИЦ ЕЭС»), Москва;
- ОАО «Инженерный центр энергетики Поволжья», Самара;
- ОАО «Инженерный центр энергетики Урала», Екатеринбург;
- ОАО «НТЦ электроэнергетики», Москва;
- ОАО "ОАО «Северо-западный энергетический инжиниринговый центр» (ОАО «СевЗап НТЦ»), Санкт-Петербург;
- ОАО «Сибирский энергетический научно-технический центр» (ОАО «Сибирский ЭНТЦ»), Новосибирск;
- ОАО «Южный инженерный центр энергетики» (ОАО «Южный ИЦЭ»), Краснодар.

### ОАО «ФСК ЕЭС»
Сетевая компания, оператор единой национальной электросети России. Дочерняя компания РАО «ЕЭС России», которая в настоящее время владеет 87,56 % акций ФСК ЕЭС, остальные акции — 12,44 % принадлежат Российской Федерации в лице Росимущества. В результате реформы планируется увеличение доли Российской Федерации до 75 % + 1 акция.

### Гидрогенерация
«Федеральная гидрогенерирующая компания» объединяет ключевую часть гидроэнергетики страны. После завершения реформы контрольный пакет планируется сохранить в федеральной собственности.

### Тепловые ОГК
Генерирующие компании оптового рынка электроэнергии (ОГК), созданные в 2004—2006 годах, включают в себя крупнейшие тепловые ГРЭС страны. С целью минимизации возможности монопольных злоупотреблений, каждая ОГК объединяет станции, находящиеся в разных регионах страны. Тепловые ОГК подлежат приватизации в ходе реформы.

### Системный оператор
ОАО «СО ЕЭС» («Системный Оператор») оказывает услуги по оперативно-диспетчерскому управлению в электроэнергетике.

### Территориальные генерирующие компании
Территориальные генерирующие компании объединяют электростанции нескольких соседних регионов (за исключением электростанций федерального значения, вошедших в ОГК). В основном это теплоэлектроцентрали, ориентированные на выработку не только электричества, но и тепла. Компании будут продавать электроэнергию, а также снабжать теплом потребителей своих регионов. ТГК подлежат приватизации в ходе реформы.

### Администратор торговой системы
Некоммерческое партнёрство «Администратор торговой системы» (в настоящее время — «Совет рынка») организует торги и расчёты на оптовом рынке электроэнергии.

### Интер РАО ЕЭС
ОАО «Интер РАО ЕЭС» (60 % — РАО «ЕЭС», 40 % — ОАО «Концерн Росэнергоатом») является экспортным оператором РАО «ЕЭС».

## Реформа
В процессе реформы РАО «ЕЭС» была ликвидирована вертикальная интеграция генерирующей и сетевой деятельности. Сетевая, распределительная, а также диспетчерская деятельность осталась под контролем государства. Тарифы на неё устанавливаются Федеральной Антимонопольной службой. Согласно плану, генерирующая и сбытовая деятельность была открыта для частных компаний, в течение 2005—2011 годов подлежила дерегуляции и переходу в режим свободной конкуренции на основе биржевой торговли через ОАО «Администратор торговой системы».
Генерирующие компании, за исключением ОАО «РусГидро» и ФГУП «Росэнергоатом» (преобразовано в ОАО «Концерн Энергоатом»), были приватизированы в течение 2006—2008 года.
Изолированные энергетические акционерные общества реформировались по отдельному плану, временно не предусматривающего разделение по видам деятельности.
В течение 2007 года почти половина электростанций и 22 сбытовые компании страны перешли в частные руки. Поступления от приватизации в ходе дополнительных эмиссий акций составили около $25 млрд.
В соответствии с планом реорганизации РАО «ЕЭС России» было ликвидировано 1 июля 2008 года.
31 мая 2008 года состоялось последнее собрание акционеров единой энергетической компании России. С 1 июля 2008 года РАО ЕЭС распалась на 23 независимые компании, лишь две из них — государственные. По этому случаю председатель правления компании Анатолий Чубайс на вопрос «Чем же вы будете заниматься?» заявил: «Отсыпаться буду. Знаете сколько мне нужно чтобы отоспаться? Года два нужно…».
К 1 января 2011 года завершился важнейший этап реформы: с этой даты все потребители электроэнергии в России (кроме населения, которое перешло на новую схему с 2014 года) покупали её по свободным ценам. Оптовый рынок электроэнергии состоял из двух компонентов: рынка электроэнергии и рынка мощности. На начало 2011 года свыше 90 % электроэнергии реализовывалось на рынке на сутки вперёд, а цена на мощность определялась на основании конкурентного отбора мощности на год вперёд. При этом газета «Ведомости» отмечала: вследствие того, что, кроме энергии для населения, ещё и цены на электроэнергию, выработанную на АЭС и ГЭС, продолжают регулироваться государством, фактически свободный рынок в данной сфере отсутствует. За счёт этого, а также определённых правил, регулирующих рынок мощности, доля электроэнергии, цена которой определяется свободным рынком, оценивается лишь в 40 %. Оценивая результаты энергетической реформы, газета упоминала о росте цен на электроэнергию (вопреки обещаниям обратного), а также о вновь намечаемой консолидации отрасли в руках крупных игроков, в частности, государственных «Газпрома», «Интер РАО ЕЭС» и др.

## Импорт и экспорт электроэнергии

#### Импорт в Китай
Впервые поставлять электроэнергию из России в Китай в середине 1990-х было предложено компанией «Иркутскэнерго». Для этого было необходимо построить ЛЭП длиной 2600 км из Иркутской области в КНР. В 1999 переговоры были заморожены.
В последующее время (2005) электроэнергию в КНР в «рамках приграничной торговли» экспортировала РАО «ЕЭС России». Провинция Хэйлунцзян в 2004 получила свыше 300 млн кВт·ч российской электроэнергии, в 2005 году планировалось поставить 500—550 млн кВт·ч, а к 2009—2010 — увеличить поставки по этому контракту до 5 млрд кВт·ч.
Одновременно шли переговоры о поставках от 20 до 50 млрд кВт·ч в год. Сначала увеличить экспорт предполагалось за счёт неиспользуемых мощностей существующих и строящихся станций, в частности Бурейской ГЭС. Однако для того, чтобы полностью удовлетворить потребности КНР, возможно, пришлось бы строить дополнительные электростанции.
- 2012 год — сдана в эксплуатацию меж-государственная воздушная линия электропередачи «Амурская — Хэйхэ». Электроэнергия используется в северо-восточных провинциях Хэйлунцзян, Ляонин и Цзилинь (за 29 лет Россия поставила в Китай более 30 млрд кВт·ч)[15].

С 18 августа 2003 года в Таджикистан транзитом через Узбекистан и Казахстан из России начала поступать электроэнергия.

## Показатели деятельности
За 2006 год выручка компании по МСФО составила 894,9 млрд руб., чистая прибыль — 149,52 млрд руб..

## Критика
Деятельность организации и её руководства неоднократно подвергались критике. Премьер-министр Виктор Зубков в марте 2008 года заявил, что РАО ЕЭС искусственно завышает тарифы за подключение к сетям предприятий малого бизнеса.
Член совета директоров РАО ЕЭС Борис Фёдоров в 2000 году говорил, что реструктуризация РАО проводится в интересах менеджмента компании, а также аффилированных олигархических и политических структур, назвав Чубайса «самым плохим менеджером России».
Одним из критиков деятельности РАО являлся редактор газеты «Промышленные ведомости», кандидат технических наук Моисей Гельман. Его газета выпустила серию критических статей. В частности, по мнению Гельмана, авария в энергосистеме в Москве в 2005 году явилась следствием реформы РАО ЕЭС.
Бывший заместитель министра энергетики России Виктор Кудрявый считает, что менеджмент компании работает крайне неэффективно:

Они строят мощности на Дальнем Востоке, чтобы продавать энергию в Китай. При этом в прошлом году только 20 % новых российских потребителей смогли подключиться к электросети. Это же колоссальный ущерб экономике страны! Ведь это значит, что 80 % новых предприятий либо вообще не получают электричество, либо получают его через пень-колоду. Президент Путин оценил этот ущерб в полтора триллиона рублей.

По его словам:

Есть много способов завуалированного финансирования СПС со стороны РАО «ЕЭС». Это и представительские расходы, и другие всевозможные траты. Не зря же так называемые непроизводственные затраты РАО «ЕЭС» за последние семь лет выросли на 39 миллиардов. СПС можно с уверенностью считать одной из богатейших партий России. Полагаю, что Генеральной прокуратуре и Счетной палате следовало бы озаботиться финансовым состоянием СПС. Ведь во всем мире естественные монополии, каковой и является РАО «ЕЭС», жестко контролируются.

В 2002 году известный российский экономист Андрей Илларионов назвал компанию «национальным позором»:

Нет ни одной российской компании, в которой бы цена акции за последние полтора года упала бы на 60 процентов. Нет ни одной другой российской, так называемой, «голубой фишки». А за последние буквально полтора-два года рыночная капитализация компании упала аж в три раза фактически на 6 миллиардов $. А при потерях такого рода, в общем, в любой другой стране, в любой другой компании менеджмент автоматически покидает свои места. Потому что таким образом он демонстрирует удручающую некомпетентность и удручающий непрофессионализм. У нас есть единственная крупная компания, производительность труда в которой упала, и объёмы производства сегодня меньше, чем в 98 году. Это РАО ЕЭС. Это единственная компания. Одновременно численность занятых там возросла.

Выступая на организованных Советом Федерации парламентских слушаниях, Илларионов заявил, что считает разрушение вертикально-интегрированных компаний в электроэнергетике ошибкой. По его словам, цена электроэнергии в России «завышена относительно уровня жизни в стране, состояния самой электроэнергетики и даже относительно доли, которую занимает электроэнергетика в ВВП». В 2008 году Илларионов вновь подверг критике ход реформирования РАО, отметив однако, что благодаря противодействию планам Чубайса удалось не допустить «очередного этапа разворовывания государственной собственности в масштабах сопоставимых, а, возможно, и превосходящих „залоговые аукционы“» и «установления монопольного контроля над всеми электросетями страны». Илларионов отметил необоснованно высокие, по его мнению, зарплаты руководства компании, а также его склонность вести пиар-кампании против критиков реформы (по выражению Илларионова, против оппонентов — миноритарных акционеров, губернаторов российских регионов, профессиональных энергетиков «разворачивались грязные информационные кампании» силами профессионалов их штата РАО ЕЭС и СПС).
Помимо прочего, Илларионов негативно оценил две операции, проведённые РАО. По его словам, в результате списания государственного долга в 3,5 млрд $ Чехии около 800 млн путём сложных комбинаций были переведены на счета РАО. Кроме того, как говорил Илларионов, после проведения первоначального размещения акций энергокомпаний, выделенных из РАО, полученные средства переходили самим компаниям, а не государству:

…если что-то продается, любой актив, то независимо от того, кто именно продает этот актив, выручка, получаемая от продажи, поступает собственнику продаваемого имущества, а не организатору продажи. Поскольку собственником государственных компаний является государство, то, естественно, при продаже акций государственных компаний полученные средства должны были бы поступать в государственный бюджет. Собственно, так это и происходит во всем мире… Суммарные средства, полученные от продажи энергоактивов РАО ЕЭС, достигли 700 млрд рублей, или около 30 млрд $. При том, что государству принадлежит чуть более половины акций РАО ЕЭС, за проданные активы оно должно было бы получить не менее 15 млрд $. Государство не получило ничего. Можно интересоваться технической схемой осуществления такой операции, а можно задуматься о том, какими должны были быть заслуги Чубайса перед режимом силовиков, если ему было позволено осуществить «сокращение» государственных активов на миллиарды долларов…

Председатель Федеральной энергетической комиссии Георгий Кутовой в 2002 году заявил, что существуют возможности снижения тарифов электроэнергетики как минимум на 30—40 % путём улучшения работы компании. Кутовой отметил, что у РАО наблюдаются высокие удельные расходы топлива, высокие потери в электросетях, а численность персонала выросла в 1,5 раза при падении энергопотребления за 10 лет.
В июле 2008 года в редакционной статье журнала «Эксперт» говорилось, что реформа завершилась в опасный момент: не выстроены отношения между новыми субъектами, отсутствие надёжной государственной системы управления единой энергосистемой. При этом, как подчеркнул журнал, система «в технологическом плане пребывает в значительно худшем состоянии, чем до начала реформ»:

В советское время коэффициент использования установленной мощности ГРЭС превышал 70 %, сейчас он равен 42 % в Европейской России. Во многом падение пропускной способности произошло из-за устаревания сетевого хозяйства, что вместе с воровством, неэффективным управлением и некорректным учётом энергопотребления привело к тому, что с советских времен абсолютные потери в сетях выросли почти на 40 %.

## Оценки итогов реформирования РАО ЕЭС
В октябре 2008 года во время финансового кризиса некоммерческое партнёрство «Совет производителей энергии и стратегических инвесторов электроэнергетики», созданное для лоббирования интересов частных энергетических компаний, обратилось с просьбой о предоставлении кредита Внешэкономбанком на 50 млрд $ по льготной ставке (на уровне ставки рефинансирования Центробанка — 11 % годовых в рублях). Как отметил журнал «Эксперт», 

Совершенно очевидно, что заявление энергетиков свидетельствует о полном провале энергетической реформы, проведенной Анатолием Чубайсом. Напомним, что официально провозглашенная цель реформы как раз и заключалась в том, чтобы, приватизировав по частям российскую теплоэнергетику, избавить госбюджет от необходимости тратить деньги на строительство новых генерирующих мощностей, однако сегодня нам демонстрируют совсем другой результат: единая энергосистема страны разрушена, тепловая генерация перешла в частные руки, топ-менеджеры РАО «ЕЭС России» стали легальными мультимиллионерами, а оплачивать строительство новой генерации опять должен бюджет, то есть налогоплательщик, — ведь из каких средств будет возвращаться кредит и оплачиваться проценты по нему, как не из тарифов, то есть из карманов граждан?
Эксперт по проблемам энергетики Виктор Кудрявый в сентябре 2009 года писал, что дезинтеграция отрасли в результате реформы привела к повышенной аварийности. По его словам, «последние 10 лет российской электроэнергетики — сплошная череда аварий, подобных которым в советской электроэнергетике не было». Он напомнил о серии крупных аварий, в частности, о московском кризисе 2005 года. Оценивая текущее положение отрасли, Кудрявый отметил: «Саяно-Шушенская авария, произошедшая в, казалось бы, самом надёжном секторе генерации, лишь усиливает тревогу. Это не оставляет никаких иллюзий безаварийной работы в будущем». Кудрявый вновь критически оценил реформу РАО ЕЭС и предложил «изменить уставы всех вновь образованных компаний, назвав основной целью общества не получение прибыли, а обеспечение надёжного энергоснабжения потребителей».